# Jörg Kastl
Hans Jörg Kastl (* 21. Juni 1922 in Berlin; † 9. Januar 2014 ebenda) war ein deutscher Jurist und Diplomat. Er war in den 1960er Jahren Pressereferent des damaligen Bundesaußenministers Gerhard Schröder und später deutscher Botschafter in Argentinien (1975–1977), Brasilien (1977–1980) und in der Sowjetunion (1983–1987). Unter dem Eindruck der Ausbeutung der Armen in Lateinamerika wurde Kastl zum Mitbegründer der Berliner Bürgerstiftung. Kastl war Vater zweier Kinder und Träger des Großen Bundesverdienstkreuzes.

## Leben
Sein Vater war der Rechtsanwalt und Geheimrat Dr. h. c. Ludwig Kastl. Jörg Kastl besuchte das humanistische Gymnasium Neubeuern. Er studierte Rechtswissenschaft an den Universitäten Lausanne und München sowie Schauspiel bei Otto Falckenberg in München. Jörg Kastl legte 1941 das erste und 1943 im Alter von erst 21 Jahren das zweite juristische Staatsexamen ab. Im Zweiten Weltkrieg war er Leutnant der Reserve. Er heiratete die Bildhauerin Margarete von Faber du Faur (1919–2012), die Tochter von Moritz von Faber du Faur und dessen Ehefrau Armgard. Das Ehepaar Kastl taucht in Hermann Lenz’ autobiographischen Romanen als Jörg und Diana Schmöller auf und spielt auch im Briefwechsel zwischen Lenz und Hanne Trautwein eine Rolle. Unter anderem schlug Kastl der „Halbjüdin“ Trautwein während des Dritten Reichs vor, auf dem Paulihof in Hausham unterzutauchen.
Nach Kriegsende arbeitete Kastl erst als Gerichtspraktikant, doch wollte er eigentlich Schauspieler werden. Nach ein paar Engagements an Theatern in Bayern wandte er sich wegen schlechter Kritiken von der Schauspielerei ab und folgte dem Rat seines Vaters, in die Diplomatie zu gehen.
1950 trat er in den Auswärtigen Dienst ein. 1951 wurde er außerhalb der Beamtenlaufbahn Vizekonsul, 1952 war er kurze Zeit an der Deutschen Botschaft in Paris akkreditiert. Von 1953 bis 1957 war er an den Botschaften der Bundesrepublik Deutschland in Buenos Aires und Asunción akkreditiert.
Bis 1967 war Kastl als Vortragender Legationsrat Erster Klasse Pressereferent des Außenministers Gerhard Schröder (Politiker, 1910). Ab 1967 leitete er die Abteilung Ost-Europa.

## Botschafter in Buenos Aires (1975–1977)
1975 bis 1977 war Kastl Botschafter der Bundesrepublik Deutschland in Buenos Aires. Seine Tätigkeit fiel in die Anfangszeit der argentinischen Militärdiktatur der Jahre 1976–1983, die bis zu 30.000 Menschen umbrachte. Kastl wurde wie auch das deutsche Auswärtige Amt von der Opferorganisation „Koalition gegen Straflosigkeit“ dafür kritisiert, sich damals nicht genug für von den Militärs als „Staatsfeinde“ verhaftete Deutsche und Deutschstämmige eingesetzt zu haben, von denen mindestens hundert von den Militärs nach ihrem gewaltsamen „Verschwinden“ in der Haft heimlich ermordet wurden.
In 40 in Deutschland geführten Ermittlungsverfahren gegen 77 argentinische Militärs zum „Verschwindenlassen“ von deutschen Staatsbürgern hat Kastl als Zeuge vor der Staatsanwaltschaft Nürnberg ausgesagt.
Dem Personal der Deutschen Botschaft in Buenos Aires in der Zeit der Militärdiktatur von Jorge Rafael Videla wird von Angehörigen der Verschwundenen vorgeworfen, dass gute Wirtschaftsbeziehungen zu Argentinien vorrangig gewesen seien, die akute Gefahr von Folter und Mord durch die Militärs hingegen vernachlässigt worden sei. Von Seiten der Botschaft seien die Familienangehörigen von „verschwundenen“ Menschen an angeblich „gut informierte“ Militärs wie Mayor Peirano verwiesen worden – dieser war allerdings ein Angehöriger der selbst massiv in die Menschenrechtsverletzungen der Diktatur verwickelten Geheimdiensteinheit Batallón de Inteligencia 601.
Gegenüber Frieder Wagner erklärte Kastl, er habe von Außenminister Hans-Dietrich Genscher erfahren, dass der vom Militär entführte Klaus Zieschank tot sei – was die deutsche Regierung zu diesem Zeitpunkt gegenüber der Öffentlichkeit verheimlichte:

„Ich habe dann im Sommer auf einem anderen Wege, den ich damals nicht bekanntgeben konnte (erfahren) … Klaus Zieschank ist tot … Damals habe ich einen Geheimerlaß bekommen, von Genscher unterschrieben: Wir wissen, er ist tot, und diese Nachricht haben Sie bei sich zu behalten, auch unter Androhung, unter Androhung Ihrer sofortigen Abberufung … ich weiß bis zum heutigen Tag nicht, wo er sie her hat?“

„Wir wussten von Anfang an, dass Leute grauenhaft gefoltert wurden und dann verschwanden. Ich hab vielen gesagt, haut ab! Die Militärs machen Tabula rasa.“

Das Auswärtige Amt wies zwar die Botschaft an, die von den argentinischen Behörden gefangenen deutschen Staatsbürger auf diplomatischem Weg aus den Gefängnissen zu befreien. Kastl erklärte aber, dass so niemand freigekommen wäre. Nach Einschätzung des Nürnberger Menschenrechtszentrums ging Kastl zu Gunsten von Elisabeth Käsemann und weiterer deutscher Opfer der Diktatur trotz solcher Weisungen „weit über die vorgeschriebene konsularische Betreuung hinaus.“  Er und seine Botschaftsmitarbeiter sammelten Informationen, besuchten Schauplätze von Verhaftungen, stellten Listen
zusammen und konfrontierten die Diktatur mit diesen Fakten.
Allerdings erklärte Kastl 2014 wenige Monate vor seinem Tod in einem Interview im Dokumentarfilm Das Mädchen – Was geschah mit Elisabeth K.?: „Die Käsemann überquerte den Schießplatz und geriet in die Schusslinie, so einfach ist das. […] Sie war erschossen und verscharrt worden, und zwar nicht ganz so ohne Gründe. […] Sie wäre auch bereit gewesen, Bomben zu werfen. […] Weil sie, wie gesagt, mit recht explosiven Gedanken nach Argentinien gekommen war.“ Kastl konnte sich hierbei auf damalige – allerdings überzogene und unbelegte – Angaben aus US-amerikanischen Quellen beziehen. Kastls damaliger Vorgesetzter Hans-Dietrich Genscher gab trotz Zusage kein Interview für diesen Film, Hildegard Hamm-Brücher und Klaus von Dohnanyi äußerten sich darin selbstkritisch.
Die US-Regierung unter Jimmy Carter hatte vier Monate gewartet, bis sie ihren Botschafter Raul Hector Castro 1977 nach Buenos Aires entsandte. Sie machte zudem weitere Waffenlieferungen von der Einhaltung der Menschenrechte abhängig. Die deutsche Bundesregierung unter Kanzler Helmut Schmidt ließ deutschen Konzernen dagegen die Möglichkeit, Waffen an die Militärs zu liefern. Die Militärregierung in Argentinien gab ein Drittel des Staatshaushaltes für Rüstungsgüter und Sicherheit aus.

## Botschafter in Brasília und Moskau
1977 bis 1980 war Jörg Kastl Botschafter in Brasília, 1983 bis 1987 in Moskau. Hier kam es zu Konflikten mit Bundesaußenminister Genscher, dessen Haltung gegenüber der UdSSR er „viel zu weich“ fand.
1985 teilte Kastl per Telex an das Auswärtige Amt in Bonn mit, dass die Salzgitter AG am Bau der Giftgasanlage bei Rabita von Muammar al-Gaddafi beteiligt sei.
Am 9. Januar 2014 verstarb Kastl im Kreise seiner Familie in Berlin.

## Ehrungen
- 1979: Verdienstkreuz 1. Klasse der Bundesrepublik Deutschland
- 1983: Großes Verdienstkreuz der Bundesrepublik Deutschland
- 2012: Für seine besonderen Verdienste um die deutschen Bürgerstiftungen zeichnete ihn der Arbeitskreis Bürgerstiftungen im Bundesverband Deutscher Stiftungen als “vorbildlichen Bürgerstifter” aus.

## Veröffentlichung
- Am straffen Zügel. Bismarcks Botschafter in Rußland. München 1994, ISBN 3-7892-8230-8.